# Бела Ней
Бела Ней (угор. Neÿ Béla; 9 червня 1843 — 18 березня 1920) — угорський архітектор, професор коледжу.
Народився 9 червня 1843 року в Пешті, помер 18 березня 1920 року в Будапешті.
Закінчив архітектурний факультет Будапештського університету технології та економіки. Після навчання він практикував у Миклоша Ібля. З 1867 року працював у новоствореному незалежному міністерстві, де був головним інспектором. У 1872—1882 роках викладав у Будапештському університеті технології та економіки. У той час він також проектував будівлі. У 1878 році він здійснив навчальну поїздку до Парижа. Довгий час редагував архітектурні журнали.